# Hickling Broad
Der Hickling Broad ist ein See in der englischen Grafschaft Norfolk, der 4 Kilometer südöstlich der Ortschaft Stalham liegt. Er läuft ab in den Fluss Thurne und ist ein Naturschutzgebiet des Norfolk Wildlife Trust.

## Lage und Beschreibung
Hickling Broad ist der See mit der größten flächenmäßigen Ausdehnung im Gebiet der Norfolk Broads. Das Wasser des Sees ist leicht brackig, was auf die Nähe zum Meer zurückzuführen ist. Von der Nordspitze des Hickling Broad sind es 3 Kilometer zur Nordseeküste.

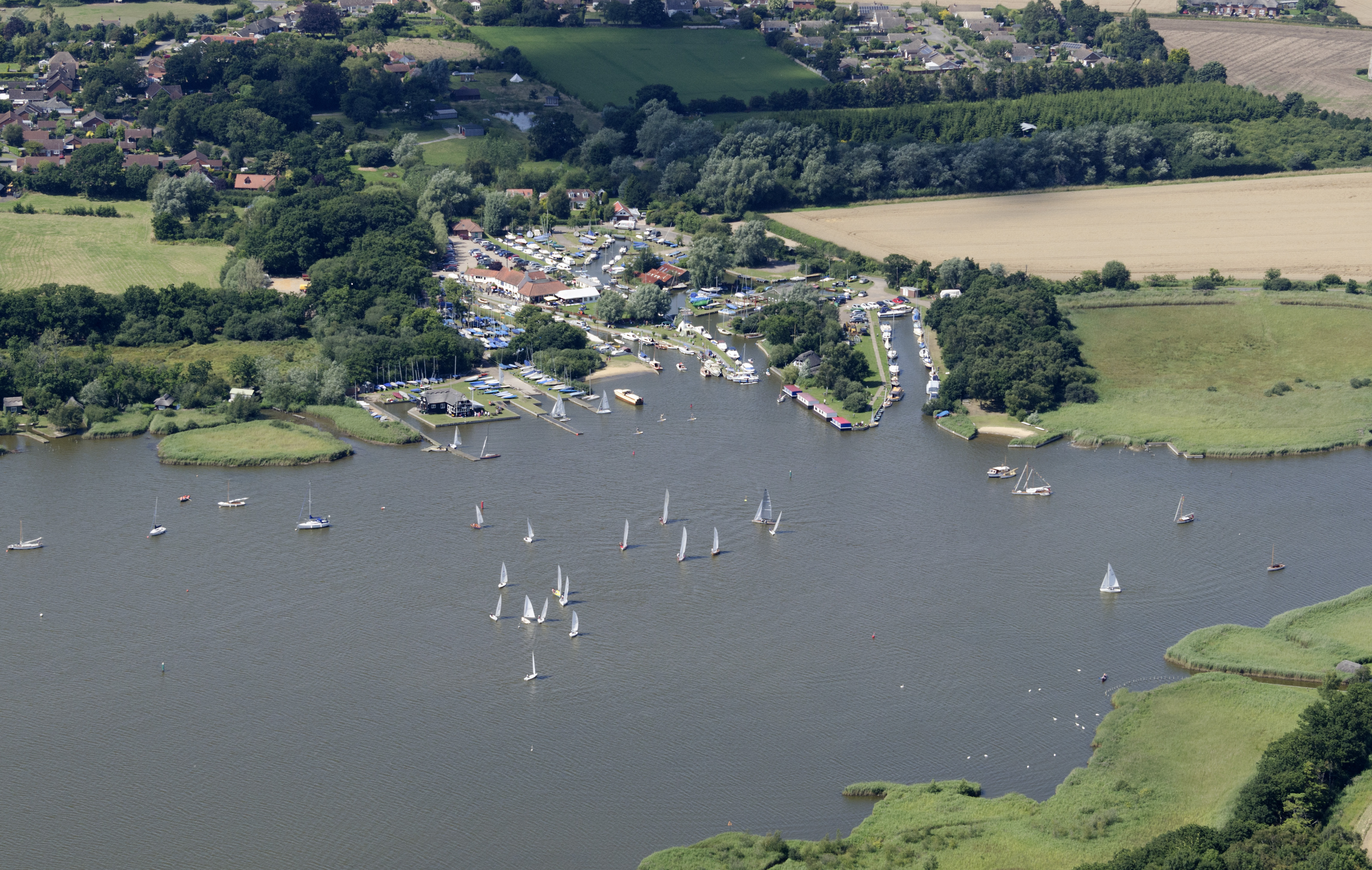
Hickling Heath mit Anlegestellen

Der See ist für Sportboote befahrbar, wobei die gekennzeichneten Fahrrinnen beachtet werden müssen. Dort ist eine Wassertiefe von 1,5 Metern gegeben, während bei einer durchschnittlichen Wassertiefe von 1,3 Metern der See zu den Ufern hin sehr flach ist. Eine öffentliche Anlegestelle für die Sportschifffahrt befindet sich in dem Ort Hickling Heath. Hickling Broad bildet das Ende der Schiffbarkeit dieses Zweigs der Broads; seine Zufahrt vom Thurne aus führt auch zum nordöstlich gelegenen Horsey Mere.
Der See ist von ausgedehnten Schilf- und Feuchtwiesen umgeben, obwohl Teile des Einzugsgebiets für den Ackerbau tief entwässert wurden. Nach Hickling gelangt man von der Landstraße A149 (Stalham – Caister-on-Sea). Vom Dorf aus führt eine Beschilderung über die Stubb Road zu dem Besucherzentrum des Naturschutzgebiets.
Bei Hickling Heath befindet sich der Hickling Broad Sailing Club.

## Geschichte
Der Hickling Broad entstand durch umfangreichen Torfabbau vom 12. bis 14. Jahrhundert. In der Folge sorgte der Anstieg des Meeresspiegels für die Überschwemmung des Geländes. Bei der späteren Rückgewinnung des Landes an der bestehenden Küstenlinie verblieb der See in seiner gegebenen Ausdehnung und mit seiner geringen Tiefe.
Der Hickling Broad wurde von dem Royal Naval Air Service (RNAS) in den Jahren 1916 bis 1918 als Reservestandort für Seeflugzeuge zur Unterstützung von RNAS South Denes genutzt. Eine geplante Betonrampe wurde nicht fertiggestellt. In Great Yarmouth findet sich in der Regent Street eine Gedenktafel mit der Inschrift: „Das Hauptquartier des Royal Naval Air Service befand sich während des Ersten Weltkriegs von April 1913 bis November 1918 in diesem Gebäude. Es kommandierte die Einsätze von Land- und Seeflugzeugen von South Denes und Hickling Broad und war erfolgreich an der Bekämpfung von Zeppelinen beteiligt“. Unverändert gilt eine besondere Regelung, die es für Great Yarmouth bestimmten Seeflugzeugen ermöglicht, den ruhigen Hickling Broad zu nutzen, wenn die offene See zu bewegt ist.
Nach einem Zukauf von 265 Hektar befindet sich das gesamte Gebiet des Sees und seiner Umgebung seit April 2017 im Besitz des Norfolk Wildlife Trust.

## Naturschutzgebiet

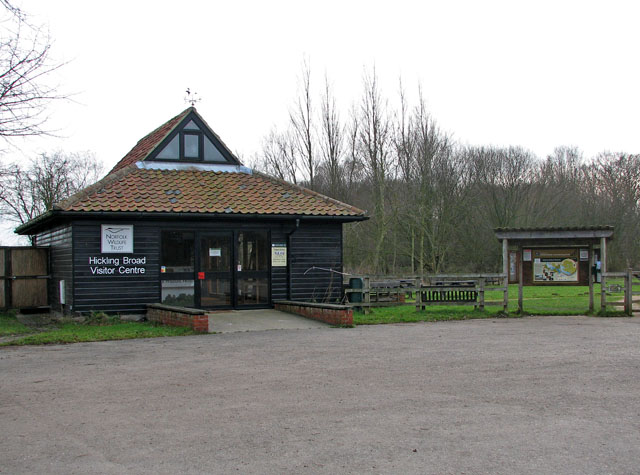
Das Besucherzentrum des Naturschutzgebiets

Der Hickling Broad ist als Naturschutzgebiet Teil der Upper Thurne Broads and Marshes und besitzt den Status eines Gebiets von besonderem wissenschaftlichen Wert (Site of Special Scientific Interest). Er gehört ferner zu dem Hickling Broad und Horsey Mere Naturschutz-Überwachungsgebiet 1. Ordnung (Nature Conservation Review site, Grade I) und ist Teil des Gebiets herausragender Naturschönheit des Küste Norfolks (Norfolk Coast Area of Outstanding Natural Beauty).
Der See ist das Zentrum des größten Schilfgebiets Englands und ist Heimat seltener Wasserkräuter wie Großes Nixenkraut und seltene Arten von Steinkraut. Zu den hier auftretenden seltenen Insekten gehören der Schwalbenschwanz (Schmetterling) mit seiner Unterart des Papilio machaon brittanicus, die sich von Sumpf-Haarstrang (Peucedanum palustre) ernährt, die Keilfleck-Mosaikjungfer und die Große Königslibelle. Zu den Vögeln, die das Reservat im Winter besuchen, gehören Kraniche, Schellenten, Löffelenten und Krickenten, während Rohrdommeln, Rohrweihen, Tafelenten, Wasserrallen und Seggenrohrsänger den größten Teil des Jahres hier verbringen.

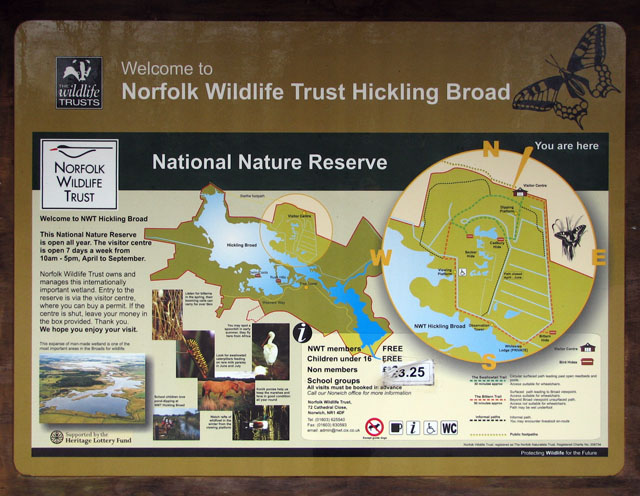
Informationstafel

Es ist möglich, Bootsfahrten mit fachkundigen Führern zu buchen und so Bereiche des Sees zu erreichen, die auf andere Weise nicht zugänglich sind. Ein 20 Meter hoher Aussichtsturm bietet weitere Beobachtungsmöglichkeiten. Vom Besucherzentrum aus führt ein markierter Rundweg am Rand des Reservats entlang, der verschiedene verdeckte Beobachtungspunkte umfasst.